# Messa da Requiem von Giuseppe Verdi
Messa da Requiem von Giuseppe Verdi és un documental musical italo-alemany dirigit per Henri-Georges Clouzot, estrenat el 1967.

## Sinopsi
El 16 de gener de 1967, amb motiu del desè aniversari de la mort d'Arturo Toscanini, Herbert von Karajan, que tenia una gran admiració per ell i havia estat el seu deixeble, va dirigir el Rèquiem de Verdi a la Scala de Milà. El 14 i 15 de gener, per no molestar el solemne homenatge, Clouzot filma el concert a la sala buida. Va produir així una pel·lícula que és tant un reportatge com un concert filmat.

## Repartiment
- Herbert von Karajan : director d'orquestra
- Leontyne Price : soprano
- Fiorenza Cossotto : mezzo-soprano
- Luciano Pavarotti : tenor
- Nicolai Ghiaurov : baix

## Interpretació musical
- L'orquestra i el cor de la Scala de Milà
- El concert filmat per Clouzot va ser reeditat en DVD l'any 2005 per Deutsche Grammophon en una versió remasteritzada.